# Mecsekpölöske, Baranya
Mecsekpölöske este un sat în districtul Komló, județul Baranya, Ungaria, având o populație de 403 locuitori (2011). 

## Demografie
Componența etnică a satului Mecsekpölöske
     Maghiari (93,64%)
     Germani (4,33%)
     Romi (2,04%)
Componența confesională a satului Mecsekpölöske
     Fără religie (7,2%)
     Reformați (2,73%)
     Atei (1,99%)
     Necunoscută (87,1%)
     Luterani (0,99%)
     Alte religii (0,74%)
Conform recensământului din 2011, satul Mecsekpölöske avea 403 locuitori. Din punct de vedere etnic, majoritatea locuitorilor (93,64%) erau maghiari, existând și minorități de germani (4,33%) și romi (2,04%). Nu există o religie majoritară, locuitorii fiind persoane fără religie (7,2%), reformați (2,73%) și atei (1,99%). Pentru 87,1% din locuitori nu este cunoscută apartenența confesională.